# 丹後ふるさと病院
特定医療法人三青園丹後ふるさと病院（とくていいりょうほうじんさんせいえんたんごふるさとびょういん）は、京都府京丹後市網野町小浜にある病院である。同一法人でたちばな診療所、関連する社会福祉法人で特別養護老人ホームや介護ステーションも運営している。

## 沿革
- 1983年（昭和58年） - 佐久間病院開設
- 1994年（平成6年） - たちばな診療所開設。
- 1995年（平成7年） - 医療法人三青園設立。
- 2003年（平成15年） - 一般病棟50床増改築。療養病床110床。
- 2005年（平成17年） - 特定医療法人許可
- 2006年（平成18年） - 一般病床100床。療養病床60床。

## 診療科目
- 内科
- 消化器内科
- 循環器内科
- 呼吸器内科
- 外科
- 肛門外科
- 脳神経外科
- 整形外科
- リウマチ科
- 耳鼻咽喉科
- 眼科
- 皮膚科
- 神経内科
- リハビリテーション科
- 麻酔科
- 放射線科
- 胃腸科
- 和漢診療科
- 婦人科
- 小児科
- 糖尿病内科
- 甲状腺内科
- 歯科
- 歯科口腔外科

## 交通
- 京都丹後鉄道宮豊線網野駅下車、バス・タクシーで10分。

## 周辺の主な病院
- 京丹後市立弥栄病院
- 公益財団法人丹後中央病院
- 京丹後市立久美浜病院